# Stemma della Germania
Lo stemma della Repubblica Federale Tedesca (in tedesco Bundeswappen o Bundesadler) è formato da un'aquila su scudo giallo e ha una tradizione storica lontanissima: sin dalle tribù germaniche, che la identificavano come rappresentazione di Odino, per poi passare alla dominazione romana che portò un altro tipo di aquila, fino alla creazione del Sacro Romano Impero che continuava a identificarsi sotto l'aquila.
L'apparizione dell'attuale aquila imperiale (Reichsadler) è contemporanea (risale a Carlo Magno) ed è ormai accertato che nel XIII secolo lo scudo dorato con l'uccello rappresentasse già l'impero (i soldati di Federico II di Svevia portavano sul loro scudo un'aquila nera), mentre è del 1433 l'adozione, da parte dell'imperatore Sigismondo, di un'aquila a due teste. Da allora il simbolo dell'impero sarebbe rimasto l'aquila bicipite, con impressa sul ventre l'insegna della casata imperiale.
Con la caduta dell'impero nel 1806 e la creazione della Confederazione germanica composta di trentanove Stati teutonici, fino al 1848 non esistette alcun simbolo tedesco. Fu nella rivoluzione tedesca dello stesso anno che il Parlamento di Francoforte riprese l'aquila con due teste, ma senza le insegne imperiali, anche se il simbolo non raggiunse una popolarità diffusa.
Anche nella bandiera della Prussia era presente l'aquila nera imperiale, ereditata dai Cavalieri Teutonici, che l'avevano adottata a seguito della conferma del loro ordine da parte dell'imperatore Federico II nel 1226 (quindi l'aquila prussiana, come quella di Federico II, non era bicipite). Pertanto fu naturale che l'aquila nera (su sfondo bianco) divenisse il simbolo del Secondo Reich.
Fu durante la Repubblica di Weimar che su scudo giallo fu impressa un'aquila nera, anche stavolta con una testa sola. Anche durante il regime nazista, prima della svastica, lo stemma tedesco era l'aquila, prima dell'adozione dell'attuale stemma nazionale.

## Stemmi storici della Germania

Lo stemma del Sacro Romano Impero della nazione germanica, noto anche come Primo Reich
Lo stemma della Confederazione germanica
Lo stemma adottato dal Parlamento di Francoforte
Lo stemma della Confederazione Tedesca del Nord
Lo stemma ufficiale dell'Impero tedesco (1871-1918), noto anche come Secondo Reich
Il grande stemma di Sua Maestà Imperiale e Reale il Kaiser tedesco (1871-1918)
Primo stemma della Repubblica di Weimar (1919-1928)
Secondo stemma della Repubblica di Weimar (1928-1935), identico a quello odierno
Lo stemma della Germania nazionalsocialista, nota anche come Terzo Reich
Emblema del NSDAP
Variante dello stemma della Germania nazionalsocialista che si ispira al Reichswappen, utilizzata sulle facciate di alcuni edifici pubblici e soprattutto sugli elmetti dell'esercito (Heer)